# Nacionalna velika loža Grčke
Nacionalna velika loža Grčke (grčk. Εθνική Μεγάλη Στοά της Ελλάδος) je regularna slobodnozidarska velika loža u Grčkoj. Osnovana je 1986. godine izdvajanjem loža iz Velike lože Grčke.

## Povijest
Moderna povijest slobodnog zidarstva u Grčkoj započinje 1940. godine. Dot djelovalo je kao Veliki orijent Grčke pod nadzorom Vrhovnog vijeća 33. stupnja Grčke, koje je predstavljalo Škotski obred. Te godine je Vrhovno vijeće preuzelo je izravnu nadležnost nad sustavom simboličkih loža, koji je tada počeo koristiti naziv Velika loža Grčke. Ova je velika loža, kao vlast simboličnog slobodnog zidarstva, 1948. godine primila priznanje regularnosti od Ujedinjene velike lože Engleske, uz određene uvjete. Naime, tražilo se postupno distanciranje od utjecaja Velika orijenta Francuske i poštivanje drevnih međaša.
Međutim, nova vlast nije u potpunosti provela tražene promjene, što je u 1970-ima dovelo do nezadovoljstva među dijelom članstva zbog nedostatka pridržavanja propisanim pravilima. U ožujku 1976. godine, skupina članova Velike lože Grčke, naklonjenih većem usklađivanju s engleskim sustavom, inicirana je u više stupnjeve Yorčkog obreda od strane Vrhovnog velikog kapitela Njemačke. Njihova vizija bila je uspostava regularnosti u Grčkoj, koje bi uključivalo i Kraljevski luk, što tadašnja Velika loža Grčke nije priznala. Ova inicijativa rezultirala je stvaranjem Velikog kapitela kraljevskog luka Grčke, tijela koje je zagovaralo veći međunarodni angažman i priznavanje, s ciljem uspostavljanja regularnog slobodnog zidarstva u zemlji.
U lipnju 1986. godine šest loža (oko 250 članova) isključilo se iz nadležnosti Velike lože Grčke. Ovih šest lože je 7. lipnja 1986. u Ateni utemeljilo novu veliku ložu pod nazivom Nacionalna velika loža Grčke. Iako se stvaranje nove organizacije moglo predvidjeti s obzirom na okolnosti, osnivači nisu u početku namjeravali utemeljiti novu veliku ložu već izdvajanje sustava simboličkih loža iz nadležnosti Vrhovnog vijeća 33. stupnja Grčke.
Godine 1993. Ujedinjena velika loža Engleske je uskratila priznanje regularnosti Velikoj loži Grčke te kao regularnu priznala Nacionalnu veliku ložu Grčke. Isto su pratile i Velika loža Irske i Velika loža Škotske. Međutim, šest godina kasnije, 1999., Englezi iz internih razloga povlače ove odluke tako da Velike lože Grčke ponovo postaje regularna. U službenom priopćenju Ujedinjene velike lože Engleske navedeno je: "...povući priznanje Nacionalnoj velikoj loži Grčke unatoč njezinoj kontinuiranoj regularnosti." Ova odluka bila je privremena kako bi se potaknulo međusobno priznanje među grčkim velikim ložama. Unatoč toj inicijativi, do potpune suradnje nije došlo, te je Nacionalna velika loža Grčke ostala bez službenog priznanja engleske velike lože.
U ožujku 2019., Europska konferencija velikih majstora u Monaku donijela je deklaraciju kojom se Nacionalna velika loža Grčke priznaje kao regularna velika loža u Europi.

## Ustroj
Sjedište Nacionalne velike lože Grčke je u Ateni.

### Lože
U svibnju 2025. godine Nacionalna velika loža Grčke pod svojim okriljem ima preko 64 masonske lože raspoređenih u pet pokrajinskih velikih loža.
Pokrajinske velike lože su:
- Pokrajinska velika loža Atene (Επαρχιακή Μεγάλη Στοά Αθηνών) – nadležna za glavni grad Atenu gdje administrira 32 loža.[5]
- Pokrajinska velika loža Pireja i otoka Egejskog arhipelaga (Επαρχιακη Μεγαλη Στοα Πειραιωσ και νησων Αρχιπελαγουσ Αιγαιου) – nadležna za grad Pirej i Egejske otoke gdje administrira 18 loža.[6]
- Pokrajinska velika loža Jonskih otoka (Επαρχιακή Μεγάλη Στοά των Ιονίων Νήσων) – nadležna za Jonske otoke gdje administrira devet loža.[7]
- Pokrajinska velika loža zapadne Grčke i Peloponeza (Επαρχιακή Μεγάλη Στοά Δυτικής Ελλάδος και Πελοποννήσου) – nadležna za zapadnu Grčku i poluotok Peloponez gdje administrira pet loža.[8]
- Pokrajinska velika loža Ciparske regije (Επαρχιακή Μεγάλη Στοά της Περιφέρειας Κύπρου) – nadležna za Cipar.

Među masonskim ložama koje rade pod žaštitom Nacionalne velike lože Grčke su:
- Loža "Germanos iz Starog Patrasa" (Στοά Παλαιών Πατρών Γερμανός) br. 1, Patras – nosi naziv po metropolitu Germanosu III. iz Starog Patrasa; osnovana 1895. godine kao loža br. 22 pod zaštitom Velike lože Grčke.
- Loža "Akropola" (Στοά Ακρόπολις) br. 2, Atena – nosi naziv po Atenskoj akropoli; osnovana 1929. godine kao loža br. 84 pod zaštitom Velike lože Grčke.
- Loža "Djevica" (Στοά Παρθενών) br. 3, Pirej – osnovana 1965. godine kao loža br. 112 pod zaštitom Velike lože Grčke.
- Loža "Miaoulis" (Στοά Μιαούλης) br. 4, Pirej – nosi naziv po revolucionaru Andreasu Miaoulisu; osnovana 1908. godine kao loža br. 42 pod zaštitom Velike lože Grčke.[9]
- Loža "Vjera" (Στοά Πίστις) br. 5, Pirej – nosi naziv po vjeri; osnovana 1926. godine kao loža br. 71 pod zaštitom Velike lože Grčke.
- Loža "Sloga" (Στοά Ομόνοια) br. 6, Hios – osnovana pod zaštitom Velike lože Grčke.
- Loža "Jonija" (Στοά Ευρωπη) br. 7, Atena – nosi naziv po antičkoj regiji Jonija; osnovana 1919. godine kao loža br. 54 pod zaštitom Velike lože Grčke.

### Uprava
Velikom ložom Grčke upravlja veliki majstor (grčk. Μεγαλοι Διδασκαλοι) koji se bira na trogodišnje razdoblje. Dosadašnji veliki majstori su:
1. Stefanos Paipetis[b] (1986. – 1988.)
2. Efstathios Liakopoulos[c] (1988. – 1991.)
3. Georgios Vassiliou[d] (1991. – 1993.)
4. Leonidas Logotetis[e] (1993. – 1995.)
5. Orfej-Georgios Manos[f] (1995. – 1997.)
6. Pavlos Kiriakogonas[g] (1997. – 1999.)
7. Georgios Kaminaris[h] (1999. – 2004.)
8. Hermes Ioannidis[i] (2004. – 2006.)
9. Dimitrios Kontesis[j] (2006. – 2010.)
10. Dimitrios Mamas[k] (2010. – 2011.)
11. Justinianos Korvesis[l] (2011. – 2014.)
12. Stylianos Fasoulas[m] (2014. – 2018.)
13. Georgios Deligiorgis[n] (2018. – 2024.)
14. Ioannis Benetatos[o] (od 2024.)

### Međunarodna suradnja
Nacionalna velika loža Grčke sudjeluje u radu Svjetske konferencije regularnih masonskih velikih loža. Također, potpisala je povelje o prijateljstvu i međusobnom priznavanju s oko 85 regularnih velikih loža, međutim nema priznanje Ujedinjene velike lože Engleske.

### Obredi
Nacionalna velika loža Grčke upravlja simboličkim stupnjevima plave lože (učenik, pomoćnik i majstor) i delegira upravljanje visokim stupnjevima na dodatna tijela i redove. Obredi koji se rade u plavoj loži su:
- Emulacijski obred

## Pridružena tijela i redovi
Upravljanje visokim masonskim stupnjevima Nacionalna velika loža Grčke provodi kroz pridružena tijela i redove od kojih svaki predstavlja jedan obred a na temelju potpisanih konkordata. Ova tijela i redovi su:
- Vrhovni veliki kapitel slobodnih zidara kraljevskog luka Grčke (Υπατον Μεγαλο Περιστυλιον των Τεκτονων τησ Βασιλικησ Αψιδοσ τησ Ελλαδοσ) – nadležan za rad kraljevskog luka.[13]
- Vrhovno vijeće 33. i posljednjeg stupnja Drevnog i prihvaćenog škotskog obreda Grčke (Υπατον Συμβουλιον του 33° του Αρχαιου και Αποδεδεγμενου Σκωτικου Τυπου) – nadležno za rad Drevnog i prihvaćenog škotskog obreda.[14][15]
- Velika loža majstora znaka Grčke te njenih prekomorskih loža (Μεγάλης Στοάς των Διδασκάλων Τεκτόνων του Σήματος της Ελλάδος και των Υπερποντίων Αυτής Στοών) – nadležna za rad majstora znaka i mornara kraljevske arke.[16][17]
- Veliki koncil kraljevskih i odabranih majstora Grčke i njenih koncila u inozemstvu (Μέγα Συμβούλιον των Βασιλικών και Εκλεκτών Διδασκάλων της Ελλάδος και των Συμβουλίων αυτού εις την Αλλοδαπήν) – nadležno za rad kraljevskih i odabranih majstora.[18]
- Velika imperijalna konklava Grčke i njenih konklava u inozemstvu Slobodnozidarskog i vojnog reda Crvenog križa cara Konstatina i pridruženih mu redova Svetog Groba i svetog Ivana Evanđelista (Μεγα Αυτοκρατορικον Συγκαθεδρον τησ Ελλαδοσ και των Συγκαθεδρων Αυτου Εισ την Αλλοδαπην του Τεκτονικου και Στρατιωτικου Ταγματοσ του Ερυθρου Σταυρου του Κωνσταντινου και των Ταγματων του Παναγιου Ταφου και του Αγιου Ιωαννη του Ευαγγελιστου) – nadležan za rad Crvenog križa cara Konstatina.[19]
- Veliki priorat Grčke za Ujedinjene vjerske, vojne i masonske redove Hrama i svetog Ivana od Jeruzalema, Palestine, Rodosa i Malte za Grčku i njihova prekomorska zapovjedništva i samostane (Μεγα Σκηνωμα τησ Ελλαδοσ των Ηνωμενων Θρησκευτικων, Στρατιωτικων και Τεκτονικων Ταγματων του Ναου, του Αγιου Ιωαννου των Ιεροσολυμων, τησ Παλαιστινησ, τησ Κυπρου, τησ Ροδου, τησ Κρητησ Και τησ Μαλτασ, δια την Λλαδα Και τα Διοικητηρια και Κοινοβια του Εισ την Αλλοδαπην) – nadležan za rad Vitezova templara i Malteških vitezova.[20]
- Pridružena tijela i redovi koji imaju svoje jedinice u Grčkoj:
  -  Pokrajinski veliki sud Grčke masonskog reda Ethelstana – nadležno za rad Reda Ethelstana.
  -  Pokrajinsko veliko vijeće vitezova masona Grčke (Μεγα Συμβουλιον Ιπποτων Τεκτονων, Επαρχια Ελλαδοσ) – nadležno za rad Reda vitezova masona.[21]

### Kraljevski luk
Vrhovni veliki kapitel kraljevskog luka Grčke je osnovan 1977. godine. Član je Međunarodnog generalnog velikog kapitela slobodnih zidara kraljevskog luka.